# Sohland am Rotstein
Pour les articles homonymes, voir Sohland.
Sohland am Rotstein est une ancienne commune de Saxe (Allemagne), située dans l'arrondissement de Görlitz, dans le district de Dresde.